# Vortová
Obec Vortová se nachází v okrese Chrudim v Pardubickém kraji. Žije zde 228 obyvatel.

## Historie
První písemná zmínka o obci pochází z roku 1548.

## Přírodní poměry
Obcí protéká Vortovský potok, který je levostranným přítokem řeky Chrudimky. Jižně od vesnice leží přírodní památka Zlámanec a západně přírodní památka Návesník

## Části obce
- Vortová
- Lhoty

## Galerie

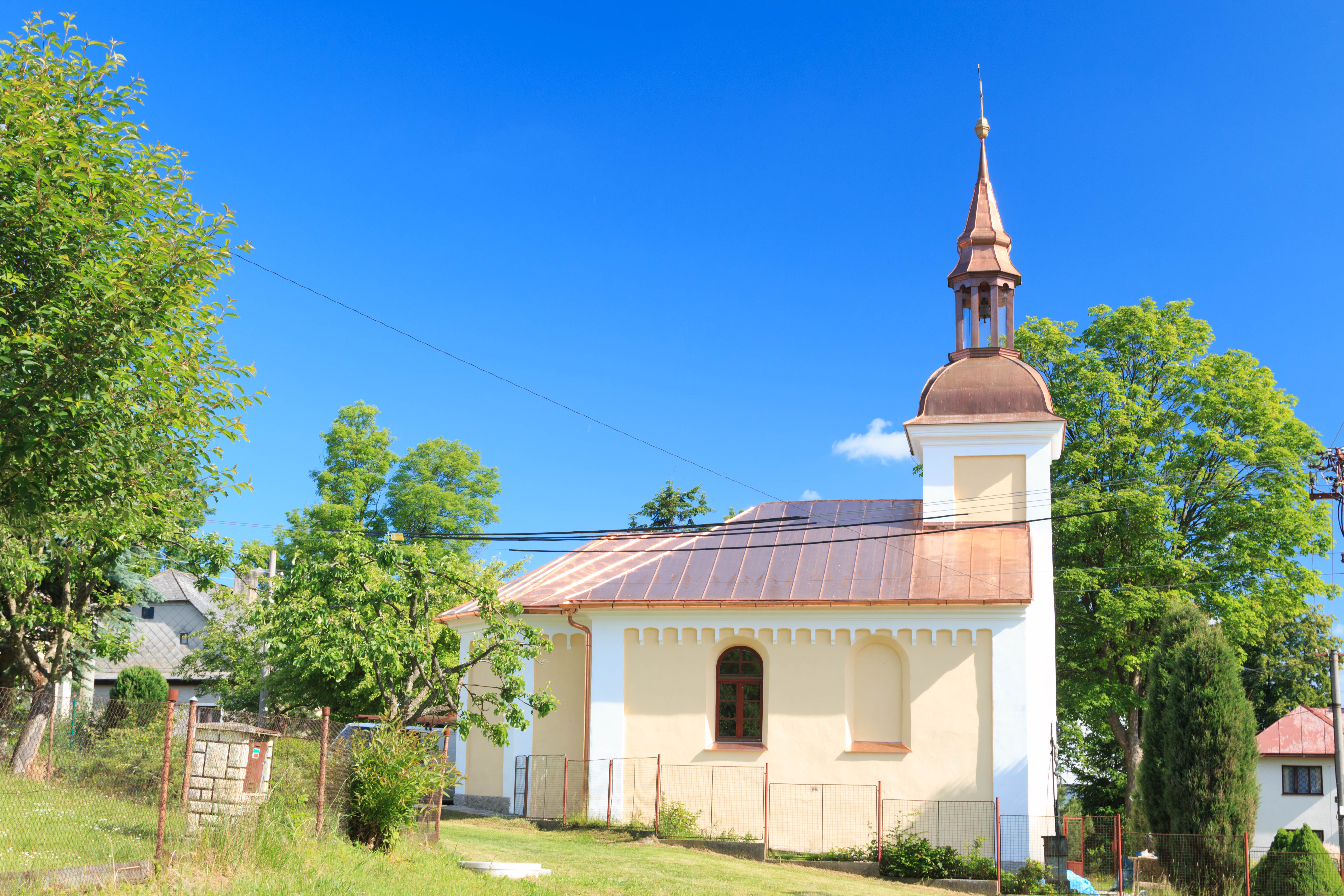
Kaple
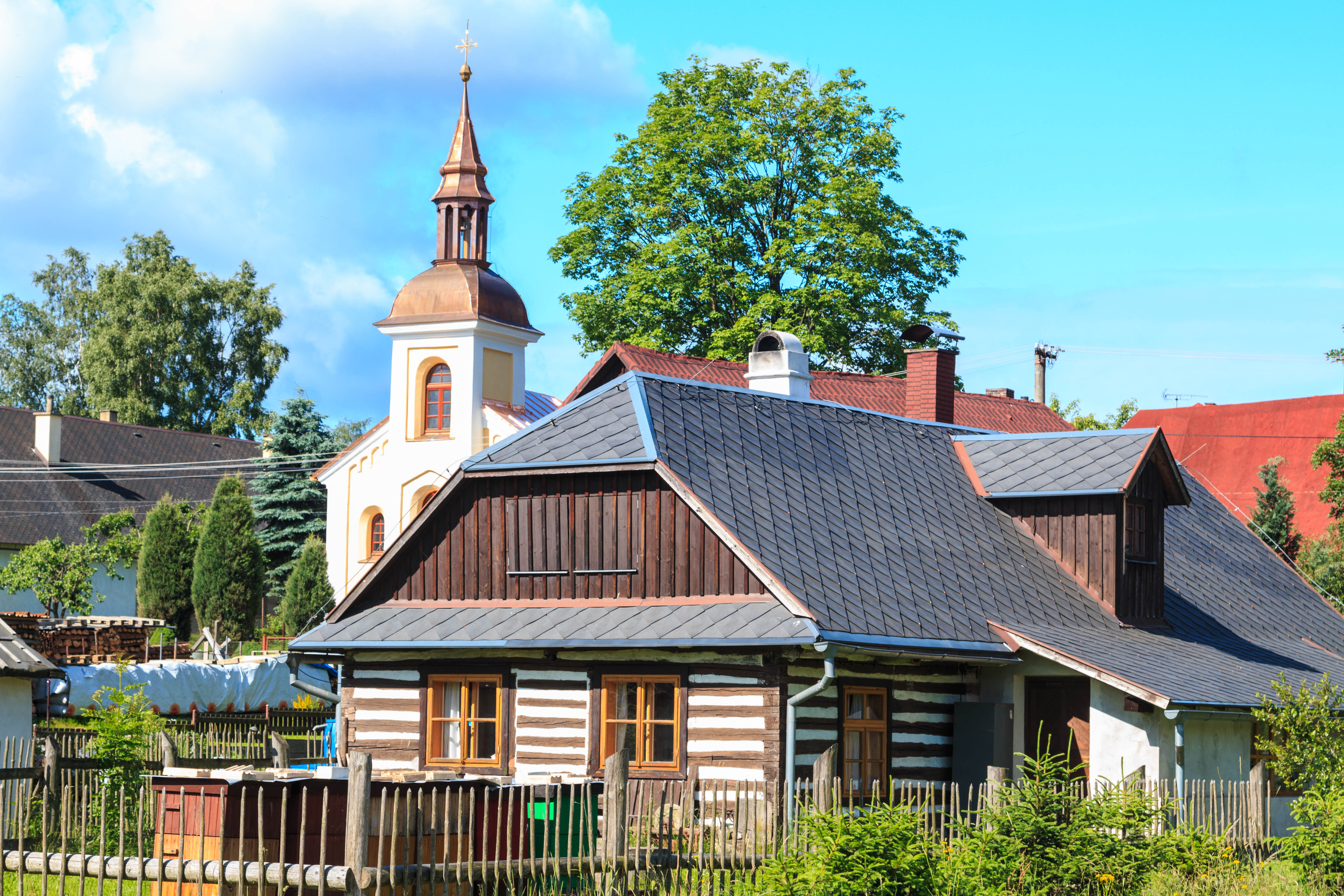
Čp. 50
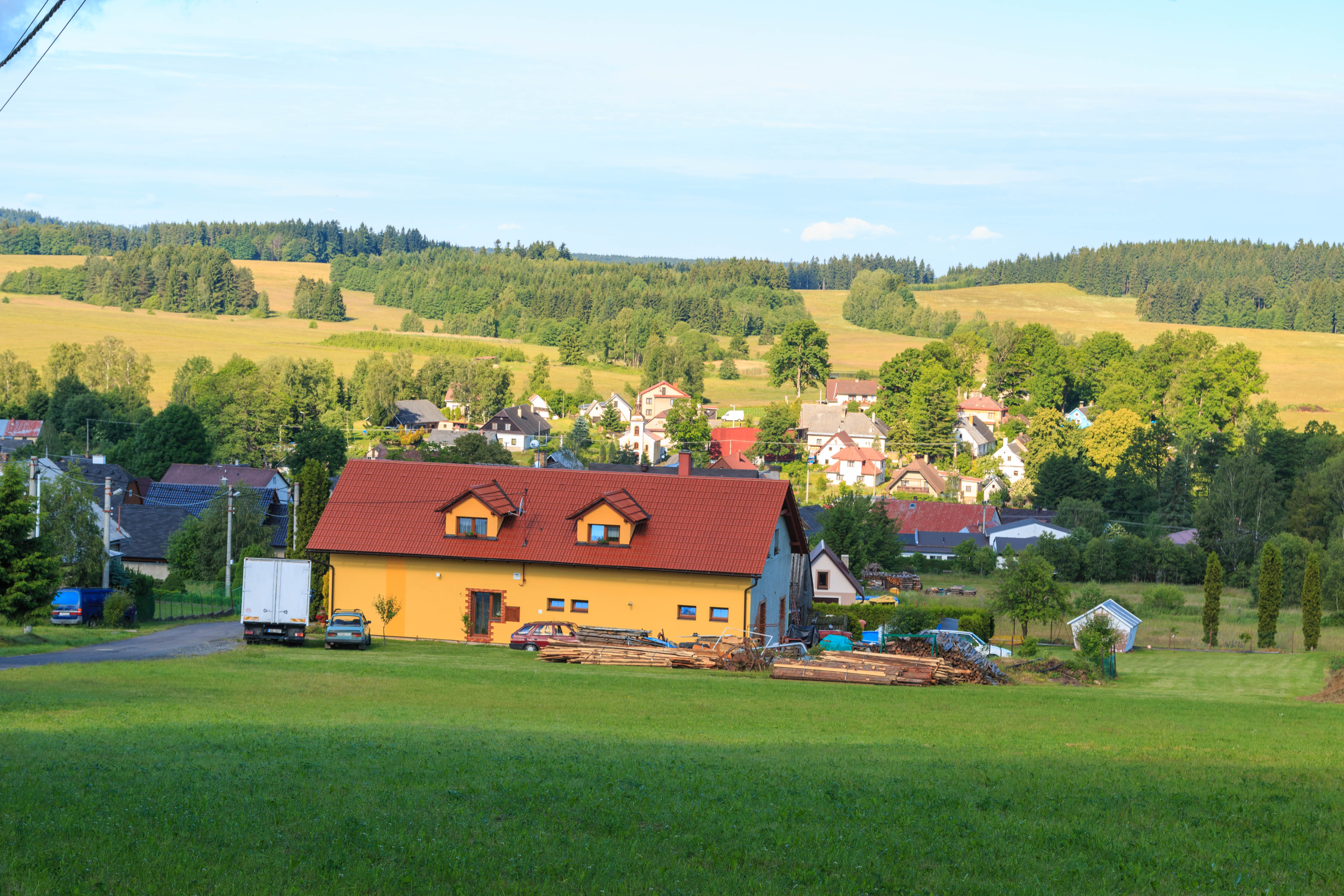
Pohled na Vortovou od Lhot
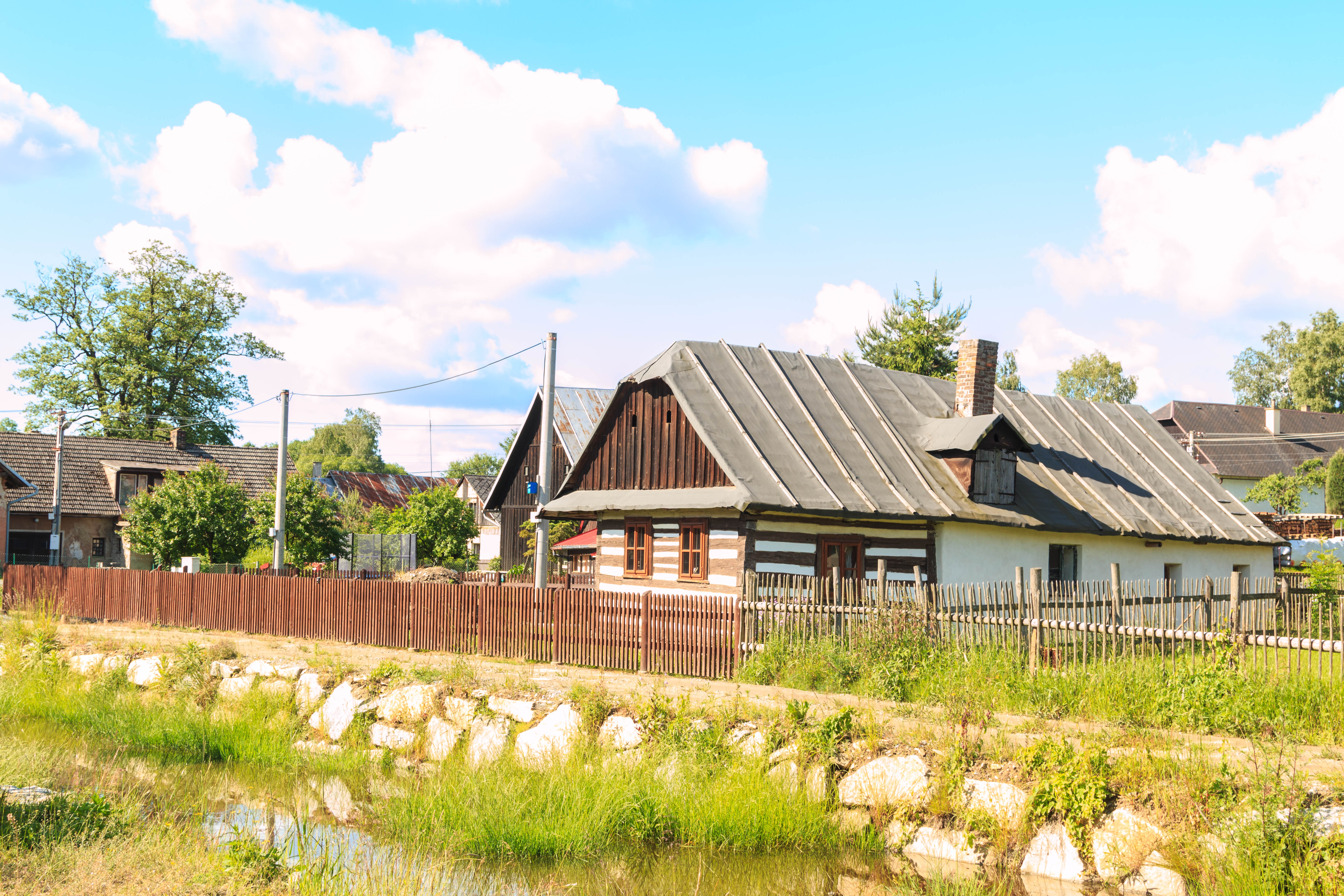
Čp. 60